# 維萊博卡日戰役
维莱博卡日之戰（Battle of Villers-Bocage）是发生在第二次世界大战的诺曼底战役中的一场战斗，日期是1944年6月13日， 交战双方是英军第7装甲师的先头部队和德军第101党卫军重坦克营及装甲教导师一部。此战发生时，英军刚在维莱博卡日镇战斗了一天，没有经历严重的损失正在休整。卡昂是双方眼中诺曼底战役成败的关键，自D日起德军就在该城外设立了防线，6月9日英军两次进攻试图夺取该城都失败了，而同时南方的美军成功地打开了防线缺口，于是一支由第7装甲师22装甲旅组成的坦克步兵和炮兵混合纵队从此通过向维莱博卡日镇迂回前进。英国指挥官希望以此迫使德军从卡昂城西的道路上后撤，当时那里的德军主要是装甲教导师。
在旅长威廉“疯子”兴德 带领下，22装甲旅无事到达了维莱博卡日。但在前锋通过该镇时，英军受到了SS101重坦克营的虎I坦克伏击，大量坦克、反坦克炮和车辆在15分钟内被毁，其中大部是二级突击队中队长魏特曼击毁的；之后德国人发起了一次夺回该镇的行动。尽管英军最终击退了德军的反攻，六个小时后兴德决定撤出该镇。第二天战斗仍然持续，英国人始终坚守阵地，然后作了个有争议的决定：把全旅撤回出发地。之后维莱博卡日镇在卡昂战役中未发挥作用。最终德军于8月4日撤出受到英国皇家空军两次轰炸而成为一堆砾石的该镇。
此次战斗一直是争议的焦点，因为英军的后撤象征着D日后的英国“拼命抢地”行动的结束，从此将不得不一点点抢夺卡昂。大多数史家认为此次行动失败是由于一些高级军官缺少决心而导致的，少数仍认为他们的实力不足以完成这一目标。特别是魏特曼很可能单人在战斗的初始阶段阻止了英军行动这一点激发了想象。以至最近史界有争论说他的行动重要性被夸大了，尽管确是“功勋显著”。

## 背景

1944年6月12日的地图显示英军通过高蒙缺口的侧翼攻击和同时行动的美陆军第一师行进路线

对于在1944年6月6日登上诺曼底“剑滩”的英第一集团军第三步兵师士兵来说，卡昂就是胜利的象征。对盟军高层来说它周围有机场，它的田野干燥空旷，方便盟军发挥他们的人数和机械优势 Chester Wilmot将夺占该城形容为“雄心勃勃”的行动，它要求登陆的士兵们“坚持在最无掩蔽的滩头上，向着最深的地点前进，去面对可能是最有战斗力的对手”。 事实证明这超过了第三师的能力，对占领滩头的巩固拖慢了该师的装甲力量，该师对内陆的挺进在占领德军工事的过程中越来越慢，到夜晚来临时该师终于失去气力，在离卡昂郊区不远处被德军第21装甲师一部挡住。 
第二天英军按预定时间表发动伯奇行动. 这是一次向卡昂东南突进的行动，将决定是否能快速夺得卡昂.接下来几天第一集团军一直在攻击卡昂市，但是德军也将卡昂及周边视为生死攸关的地域，给该地投入了极大力量（最有名的就是党卫军阿道夫希特勒青年师）。 当抵抗越来越激烈时英军意识到用小股力量就能夺取卡昂的机会消失了。6月9日蒙哥马利将军更改了伯奇行动方案来组织一次大规模钳形攻势试图包围占领该城。
花了一天时间部署力量后，12日英军从两个位置向卡昂东西两面夹攻。51高地步兵师负责进攻东面，他们很快面对21装甲师陷入苦战，付出很大牺牲却收效甚少，于是他们第二天被撤下。 卡昂西面的英第30集团军也好不到哪里，他们不得不在Tilly-sur-Seulles村陷入苦战。 守卫该地的是久负盛名的德国装甲教导师。

## 计划

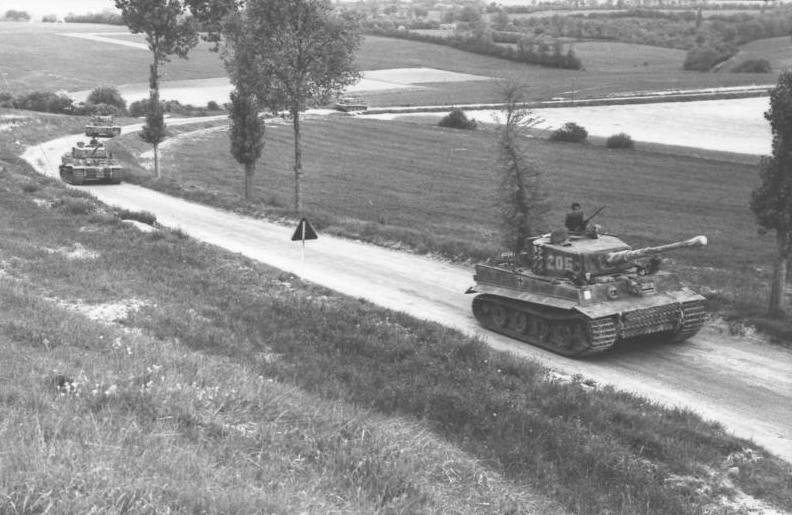
魏特曼的连队6月7日正在前往Morgny的路上，魏正站在205号虎式的炮塔上

当天晚上兴德完成了他的作战计划。很明显地他的22装甲旅如果想占领维莱博卡日就必须快速夺取附近的山脊 第四伦敦义勇骑兵团(4CLY)的连同禁卫步枪旅1营一个连将通过该镇然后占领山脊上的213高地,第1/7th女王团将会接着占领该镇，然后第5皇家坦克团(5RTR)将会协同另一个步枪旅下属连占领该镇西南的Maisoncelles-Pelvey高地。 装备着M10式改装来的17磅自行火炮阿喀琉斯 的260诺福克义勇兵反坦克团将掩护4CLY和5RTR间的缺口。 第5皇家马炮团(5RHA)装备着Sexton自行火炮，将会留在后面陪伴在Amayé-sur-Seulles村设立的战术旅团总部。兴德的两个轻骑兵团将提供防备装甲教导师的掩护并探明行进路线上的德军据点。师团里剩下的131步兵旅和第1皇家坦克团 (1RTR)和女王团的1/5th营1/6th营将驻扎在利维利地区提供“坚实后盾”保证全旅的联络畅通。
为了堵住高蒙的缺口，德国人首先在最快的时间内送去一些侦察单位，然后第1「警衛旗隊」裝甲軍指挥官，上级集团领袖 泽普-迪特里希命令他的预备队，SS101重坦克营前往维莱博卡日地区堵住亲卫队第12装甲师和装甲教导师之间的缺口。以防盟军通过这里。

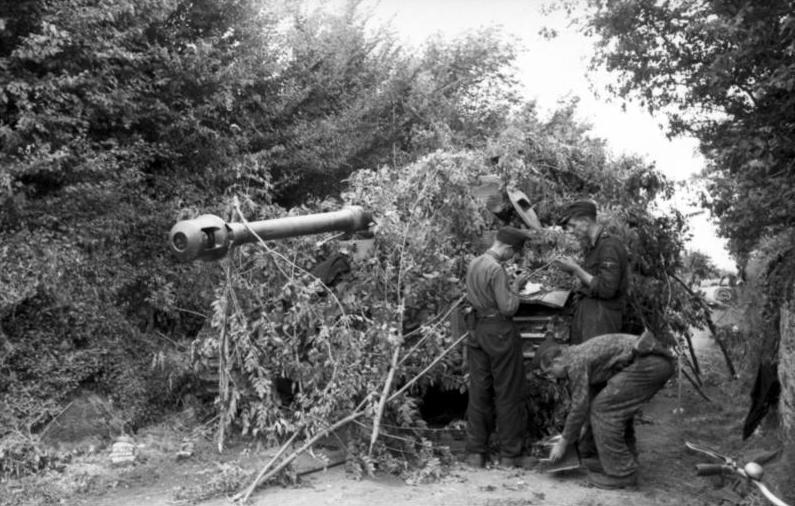
这张很可能摄于14日的照片显示了“卡昂古道”上的一辆迷彩虎式坦克，魏特曼的连在12-13日夜就在这里驻扎

SS101重坦克营是从Beauvais5天时间里旅行160英里于12日赶到的。它全盛时拥有45辆虎式坦克。 该营在凡尔塞一带受到严重空袭只剩下17辆可用坦克。 1连驻扎在维莱博卡日东北 5.6英里（9.0）的地方，2连在二级突击队队长米歇尔-魏特曼指挥下正好就在维莱波卡日山脊213高地南驻扎，3连则呆在靠近法莱斯的地方，两日内无法到达战线。 魏的连队正常时该是有12辆虎式， 但是由于空袭和机械故障只有212, 213, 214, 224, 231, 和232号虎式能参加13日的战斗。 
12-13日夜间维莱博卡日受到了严重的炮轰，迫使魏特曼转移了三次位置。长途行军已给他的坦克造成了相当的磨损，所以他打算第二日给它们安排大修。

## 战斗

### 进军
13日早上英军第1步枪旅的士兵先对行军路线进行了一次距离0.5英里的侦察。报告说在利维里没有德国人于是全旅于05:30开始以4CLY打头行进。 纵队越过一些村庄农场和欢呼的法国人，小心地前进。 到了后来士兵的情绪就放松了。 后来英国人得到一些错误消息说德国坦克都被抛锚在特雷西-博卡日路上了， 又有谣传说其他德国坦克既无燃料也无步兵地呆在维莱博卡日庄园处。 事实上11日德国人在那设了一个野战医院, 但是到13日一早就离开了。但的确有一些德国部队留在镇子附近。
当纵队靠近维莱博卡日时发现操一辆Sd.Kfz. 231，对方也发现了英国人但是第一辆英国坦克炮塔转不动，第二辆赶来时它已经跑掉了。08:30时, 在清查过了自己夜间驻地前方 5英里（8.0） 地方后22装甲旅开进了镇里接受法国人的欢迎。有人看到有两个德国兵乘一辆大众牌汽车跑掉了。 两个轻骑兵团则在行进路线两侧都与德国人交火。 第八皇家轻骑兵团在和八轮装甲车交手，他们还说看到坦克朝镇里行进但是4CLY的Charles Pearce中尉相信那是突击炮。

### 上午
控制全镇后4CLY开始向213高地前进而根据上峰命令未做先期侦察。他们击毁了发现的一辆大众牌轿车。 坦克都开到掩蔽车体处以设立防线。在镇子与山头间的道路上步枪旅的运兵车被命令停车然后排成一线以让前往213高地的单位优先通过。 步兵们开始下车和设立哨位，虽然他们的视距此时只能看到道路边250码远处。
莱特少校指挥着第1步枪旅,他要求所有A连军官和士官都在213高地开一次会。当他们坐一辆半履带车向山脊行进时突然想到一颗炮弹就会报销掉全连的军官于是又分散乘坐。在维莱博卡日镇 4CLY的指挥官Arthur, Viscount Cranley中校 表达了一些对他的士兵“很懒散”的忧虑，但是兴德旅长对他说一切都很正常，随后催问213高地上的人是否都占据了良好阵地，之后兴德就离开镇子到司令部去了。
呆在213高地南和SS101重坦营2连在一起的魏特曼惊讶地发现英国人通过镇子的速度超出他的预料。 他后来说：“我没时间召集全连了，我必须马上行动因为我得假定敌人也发现了我并随时会开火干掉我，我带着一辆坦克上路并传下命令让全连不准后退一步。”
奥康纳中士在9点钟发现了魏的虎式，他正在坐半履带车朝213高地前进于是打破无线电沉默发出了英军的唯一警报。 虎式从藏身地爬上175国道然后开始攻击213高地上4CLY A中队的最后一辆克伦威尔坦克，击毁了它。 一辆萤火虫坦克开始还击并被击毁。 它起火后横在路上使得没有人能增援山脊或是从那里撤出。这时213高地的英军受到德军2连的攻击失去了三辆坦克。

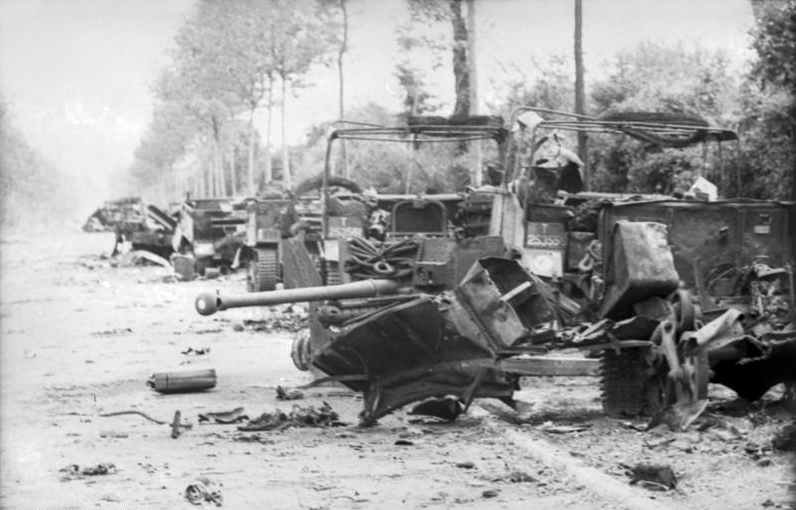
第1步枪旅的运输车残骸，还有一门6磅反坦克炮，分布在维莱博卡日到213高地的道路上

魏特曼于是开着212号虎式朝镇子开去。在路上英国人拼命想找到PIAT反坦克武器并架起一门6磅反坦克炮但是当虎式开近时英国兵失去了组织四处去寻找掩护了。在路上一辆辆步枪旅运兵车被机枪和高爆炮弹击毁燃烧。但是英军没有多少人员伤亡。 到达维莱博卡日镇东端时魏特曼遇上了4CLY侦察单位的3辆M5斯图亚特，一辆的车长是英格拉姆中尉，他在被击中爆炸前试着用坦克堵住道路。 另一辆也很快步上后尘。
在镇里4CLY的团部正忙着逃走，但是他们倒车的速度“慢得令人痛苦”。 一辆坦克击中了魏两次然后被击毁了。 另两辆坦克的车长相信正在受到侧翼攻击于是倒车从路上退入花园，4CLY的副官，Pat Dyas上尉发现自己的克伦威尔坦克正很好地藏在一个小谷仓里。虎式坦克正撞开M5的残骸冲向镇中心，路上击毁了一辆坦克却没发现Dyas而后者由于炮手去解手只能干瞪着眼看着虎式从眼前开过。Charles Pearce中尉开着侦察车在镇中央找到了其他的侦察部队，向他们警告即将到来的危险。当士兵们纷纷离开道路时Pearce继续一路向西警告4CLY的B中队。魏特曼此时又击毁了一辆克伦威尔, 而当他试图开上镇子的主要街道时击毁了两辆炮兵观察坦克---一辆克伦威尔和一辆谢尔曼—它们属于5RHA。 紧接着遭殃的是情报军官的侦察车和医疗官的半履带车。

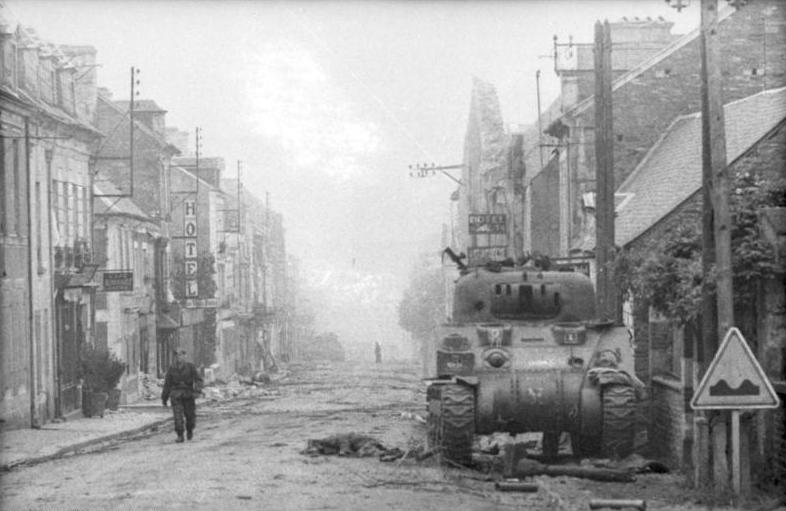
Major Well's Sherman OP tank on the main street in Villers-Bocage

接下来发生的事有争议了，George Forty和Daniel Taylor记载在摧毁观察坦克后魏特曼与一辆萤火虫坦克交手不成功然后后撤了。这场战斗中魏特曼的炮弹击毁了一栋房子，埋掉了里面的一个德国狙击手。 据义勇兵协会的通讯 神射手，坦克手Robert Moore回忆说他射出了迫使魏特曼后撤的一弹，那一弹打洼了虎式的驾驶员观察窗。 按这些说法，掉头的魏特曼和尾随其后的Dyas面对面了，后者的克伦威尔坦克在让过虎式后就在试图找机会射击虎式的装甲薄弱的尾部。Dyas开火但是毫无效果，魏特曼立刻还击击毁了他。Charles Pearce则认为Dyas被击毁的时间要更早，他认为魏特曼击毁Dyas的方式是在开上主街道前掉转炮塔击毁的。 史学家Henri Marie也支持这一说法认为在从被击毁的坦克里逃生后，Dyas受到藏在房子里的德军狙击手射击。 据某记载魏特曼的坦克于是向东面镇外开去，于通往Tilly-sur-Seulles的交叉路口被布莱中士的一门6磅反坦克炮击毁。而魏本人的说法也与此不合，他说他的坦克是在镇中心被反坦克炮击毁的。《维莱博卡日之战》的作者潘学基认为最可能的解释是魏的座车212号虎式被萤火虫击中左侧履带并行驶一段后抛锚在镇中心，然后被英军焚毁而被击毁在镇外的是另一辆虎式。
15分钟内13-14辆坦克、两门反坦克炮和13-15辆运输车都被SS101重坦克营击毁了，其中大部分是魏特曼幹的。现在魏特曼不得不徒步回到位于道伯伊庄园的装甲教导师师部，它位于维莱博卡日以北3.7英里（6.0）处。

### 近午以及213高地
那天早上晚些时候装甲教导师的文克少校对这一带进行了侦察。当一听到坦克发动机声时他扔下侦察车徒步上前，发现了一排无人看管的克伦威尔坦克。坦克成员们都在纵队前方与一名军官研究地图。文克跳上一辆坦克就开走了它。在维莱博卡日镇东他发现了一排“燃烧的坦克，布伦机枪车和死掉的汤米兵”，然后他将它开回道伯伊堡的装甲教导师师部，而且在无法让坦克停车的情况下用撞树停止了坦克。
在SS101重坦营2连在攻打213高地时，4CLY的A中队集中了9辆坦克，其中两辆是萤火虫，一辆是克伦威尔观察坦克。 其中一些还没配齐乘员。 支援他们的是一个班的步枪兵与同样数量的军官。 在山上的高级军官决定了这一支力量要死守山脊到增援到来为止，于是开始设下环形阵地。 上午10:00时SS101重坦营4连的一部—也就是它的支援和侦察部队—到达战场开始包围在山脊和镇子之间的英军，一些人成功逃脱了，大约30人成功地在24小时内跑回英军战线。
上午剩下来的时间里女王团1营占据了镇内的防御阵地，抓获了来自第2装甲师的一小批德军。 英国人打算过要解救山梁上的友军，但是很快就放弃了。10:30时Viscount Cranley从无线电里报告说213高地已经快支持不住，也无法撤退了 英国人试过逃跑，有一辆克伦威尔坦克想走迂回路线回到镇里但是被德国坦克击毁了。然后德国人开始向路两旁的树木上发射高爆弹让弹片四处飞舞。五分钟后高地上的英军投降了。 英国人还想烧毁自己的坦克，但是德国兵很快出现阻止了他们。三十名伦敦义勇兵团的官兵成了俘虏。 有几个人比如步枪旅的军功十字章获得者Christopher Milner上尉拔腿狂奔了一天于天黑前回到英军那儿。

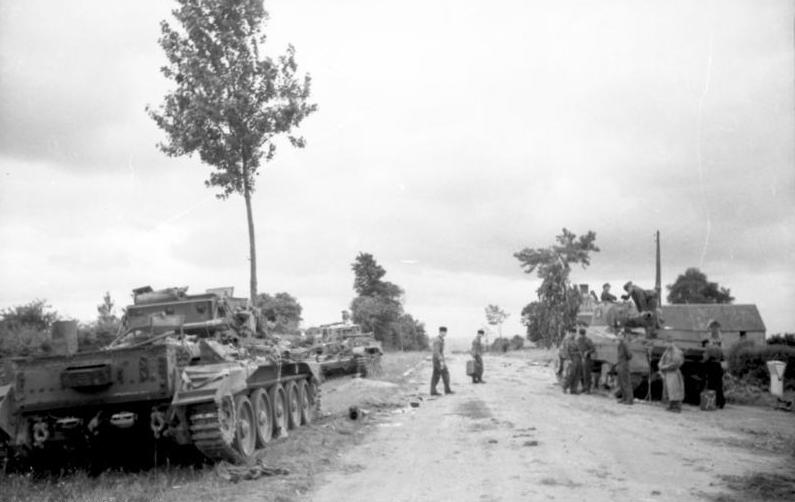
213高地上被击毁的英军坦克，有两辆克伦威尔和一辆谢尔曼萤火虫

魏特曼来到装甲教导师师部后向该师情报军官考夫曼上尉报告了镇里的情况。 他得到了一辆水陆吉普车代步回到213高地。 在他回到SS101重坦营1连时，一级突击队中队长罗尔夫－莫比乌斯正在指挥，他们商讨了局势但是魏特曼从此再未参战。同时考夫曼命令一级突击队中队长海尔默特-雷特根集合一切能用的部队堵住北边的镇南路口。他们有15辆四号坦克（大部分来自教导师130团2营6连）和另外从175国道一处车间里找来的10辆坦克雷特根和教导师师长 弗里兹-白尔莱茵中将在维莱博卡日镇会面了。 白尔莱茵确认了雷特根的命令， 但是当雷特根向镇子进军时遇上了一批英军反坦克炮并有一辆坦克被击中炸成火球。四辆四号坦克从南边进入镇子，头两辆被反坦克炮击毁，其他的撤退了。
此时镇内女王团一营A中队领受了任务要守住火车站和周边地区。而B和C中队要占领镇东的地区。但是德国步兵已经开始渗入镇中并开始了与英军的巷战。两辆德军坦克受伤并被驱赶了，但是女王团步兵连很快地处于劣势然后被命令撤回来重组。A中队再次受命要守住车站，而C中队被命令去镇北侧，D中队去东南侧。B中队被命令做后备，然后营里的反坦克炮分散布置。 广场上英国人设立了一个伏击圈，由4CLY的比尔-科顿中尉指挥，那里有一辆萤火虫坦克，几辆克伦威尔，由一门6磅反坦克炮和女王团一营的步兵支援，他们带有PIAT武器。之后这些部队就静等德国坦克从镇子的主要街道上开过来。镇西德国人在攻击靠近利维里地区的女王团1/5th营官兵，并损失了一辆坦克。

### 下午

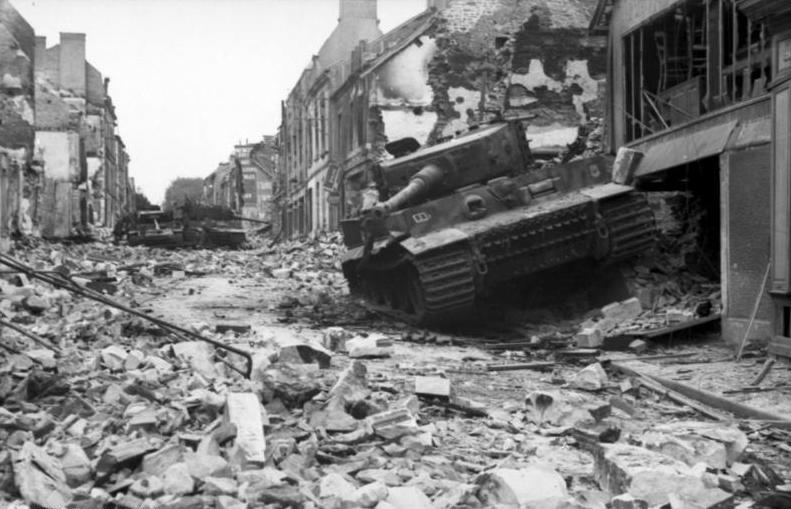
镇中主街道上被击毁的德国坦克，但是乘员生还了这里的惨状只有部分是由于地面战斗造成，14日早期皇家空军的霍克台风式在这张照片拍下几小时前攻击了镇子。

13:00时左右装甲教导师的坦克在无步兵支持的情况下开进了镇子，发现他们举步维艰。四辆四号坦克试图硬攻进镇南一角，在那里他们发现了一辆先前被毁的四号坦克，但是再向前时被反坦克炮击毁了两辆。一些武装党卫军的虎式坦克开了上来，一阵交火后他们敲掉了反坦克炮。 党卫军一级突击队中队长莫比乌斯命令主要的反攻从两个方向上展开：一股沿着交通干道通过镇子而另一股以与干道平行的方向切过镇南角。虎式坦克沿着主干道慢慢开过，车长们很自信自己的出现会吓得英国人望风而逃。 但是当他们到达广场时一头撞进了伏击圈。Bramall军士指挥的萤火虫,向首辆虎式开火但没击中但是反坦克炮击毁了它。当意识到自己中伏后剩下的三辆虎式分开来，小心地从别的街道绕行尝试侧击英国人。一辆被反坦克炮击毁了。另两辆被持有PIAT的步兵攻击，一辆被击毁另一辆失去行动能力。
第五辆虎式在伏击圈外一点距离的街上停下，等着英国人从藏身处出来。Bramall军士通过街角的窗户注意到了这一点然后他决定倒车并以斜线穿过窗户进行射击。他开火了两次，击伤了虎式的炮盾，虎式后退了一点儿然后快速地通过了侧街，而BRAMALL来不及对此做出反应。一辆由霍恩下士指挥的克伦威尔从另一条小巷开进了主街道射击虎式的后面，将它击毁然后又后退进入建筑物当中躲避。下一个在伏击中受害的是一辆四号，被Bramall做掉。由于考虑到德国人熟练的回收修复受损坦克技能，在战斗间隙科顿中尉和Bramall找来了毯子和汽油，去将附近被击毁的德軍坦克徹底燒毀。 镇外一直延伸到Amayé-sur-Seulles的第7装甲师受到来自南北方向的攻击但都成功地顶住了。而在特雷西-博卡日第11轻骑兵团被派去对付一小股正在抵抗的德军。
在大炮和迫击炮支援下，德国人向女王团1/7th营A中队发起猛烈的进攻。在镇内，A中队被迫收缩防线而它的一个排被切割包围并投降了。 尽管整个女王皇家步枪营都投入了全镇的防守，在德国人的渗透下还是到处都是漏洞。第2装甲师的两个掷弹兵营从南方发起进攻，与他们交手的是4CLY的B中队，他们给德国人造成了很大伤亡。这时英国人在主街道上的防线受到了一辆四号的不断攻击，直到它被击毁为止。双方都开始呼叫对镇里的炮击，有数门英国迫击炮和一辆运兵车被击毁了。 到18:00时女王团下属营的司令部被德国火力钉住了，局势越来越紧迫，兴德不情愿地决定撤出镇子。他觉得等到天黑他们是不可能守住镇子的。 在5RHA以及美国第五军炮兵发射的炮弹与烟雾掩护下，步兵们撤了回来，最后撤离的是4CLY的坦克。德国人用炮击阻挠英军的撤离并造成了一些伤亡，也有从特雷西-博卡日来的德军攻击英军，他们与英军交战了两个半小时，德军步兵们尽管伤亡惨重，但是到22：30时才被驱除。

## 伤亡
6月13日的战斗伤亡数字有多个版本。22装甲旅有217人阵亡受伤失踪，其中大部分是在213高地上被德军包围后俘虏的。这其中包括了5名被俘后被枪杀的步枪兵。 Marie称当时德军守卫在英国人在突然闪避美国炮击时以为他们想逃跑。英国人损失的23-27坦克中过半数是损失在213高地，4CLY的A中队损失了全部15辆坦克。
教导师和第2装甲师都参与了13日当天在该地区的战斗并且没有在计算伤亡时单独把在维莱博卡日的伤亡清理出来。但是101SS重坦克营只参与了维莱博卡日的战斗。Taylor给出了一连是9人阵亡10人受伤，二连一人阵亡三人受伤。关于德国13日损失的坦克各方数字差别很大—一部分是由于教导师零散地投入单位的方法使得计算四号坦克的精确数量不可能。德国坦克损失一般被认为在8-15辆间，包括六辆虎I坦克。Chester Wilmot指出这是很惨重的损失，因为此时在诺曼底地区只有36辆虎式坦克。但是Taylor指出英国人宣称的击毁数可能包括只是失去行动能力，后被修复的坦克。
维莱博卡日本地出身的史学家Henri Marie指出13日至少有9名法国平民死亡。六人是被枪弹或是弹片打中死亡，其他三人是在午夜前的炮击中身亡。Marie声称有三人的死可能属于战争罪行。接下来几天里还有平民由于续战和轰炸而伤亡英军撤出后德国人在镇上搜索了一下看有没有英军藏着，其间有几所商店和房舍和市大厅一起被点火焚烧。

### 註解
1. ↑  Daniel Taylor说当地有16辆虎式坦克[18]之后又得到25辆四号坦克补充[15] George Forty认为有16辆虎式[19] 和15辆四号[20]
2. ↑  据黑斯廷斯曾在他的文章《我們是否要在本世紀和俄羅斯戰鬥？》中描述普京是“斯大林的精神繼承者”，又指雖然俄羅斯和西方國家回歸冷戰時期的可能性不大，但俄羅斯和西方國家友誼的“概念是一紙空文”[21]。,兴德得到这外号是由于他在西沙漠战役中表现出的“勇气和怪癖”，[22]
3. ↑  该师有237辆坦克和突击炮以及两倍于德国其他装甲师的半履带车。[35]
4. ↑  Taylor 的说法是每连14辆加营部3辆。
[17]
5. ↑  Michael Reynolds 认为分别是1连9辆，2连6辆，3连1辆。
[55] Daniel Taylor和George Forty 都认同2连是6辆。[11][51] Taylor认为1连有10辆而Forty 认为是8辆
[51][56]
6. ↑  I. Zug (1st platoon) made up of Tigers 211 (SS-Obersturmführer Jürgen Wessel), 212 (SS-Unterscharführer Balthasar Woll), 213 (SS-Hauptscharführer Hans Höflinger) and 214 (SS-Unterscharführer Karl-Heinz Warmbrunn); II. Zug (2nd platoon) made up of Tigers 221 (SS-Untersturmführer Georg Hantusch), 222 (SS-Unterscharführer Kurt Sowa), 223 (SS-OberscharführerJürgen Brandt) and 224 (SS-Unterscharführer Ewald Mölly); and III. Zug (3rd platoon) made up of Tigers 231 (SS-Standartenoberjunker Heinz Belbe), 232 (SS-Unterscharführer Kurt Kleber) 233 (SS-Oberscharführer Georg Lötsch) and 234 (SS-Unterscharführer Herbert Stief).[57]
7. ↑  失去作战能力; knocked out一词包括了一系列的情况，从失去机动能力（现代美军军语）到失去抵抗能力（被剥夺了火力）到完全摧毁。
8. ↑  一些法国著作和英国目击者报告说有两辆虎式在攻击他们。[83]有人猜测第二辆德国坦克呆在大道以北靠近通往 Tilly-sur-Seulles的道路交叉口处,而且有可能没油了。[83] Henri Marie猜测这就是为什么纵队末尾的反坦克炮没指向道路前方反而指向交叉口---第二辆虎式的原因。[84]
9. ↑  三辆都被魏特曼击毁的说法被推翻了。 Daniel Taylor在《战役之后》杂志上发表文章说：“第三辆坦克被击毁的地方也许并不完全如我原先所想的”[85] Walter Allen也支持他，说第三辆M5是被击毁在别处：“当兴德旅长乘上他的侦察车时他发话说要不惜一切代价守住镇子。艾尔德少校于是忙着去准备防御，一些女王团的步兵带着反坦克炮到达了，这些乘着坦克的步兵在通往广场的道路边散开来。在南方西蒙斯中尉负责着一群甜心（M5坦克）的成员，他的坦克被迫击炮敲掉了于是他将巡逻队撤了回来。”这些证词说明魏在镇外的战斗是得到了友军支援的。[86]
10. ↑  谢尔曼观察坦克装的是木头假炮，[88][89] 它的主炮被拆除以装下制图桌和无线电设备[79] 克伦威尔则保留了主武器[90]
11. ↑  XXX军部于09:45时收到的一份电报称在镇东面6磅炮干掉了一辆虎式，步枪旅的团战史里布莱中士也被记入了一辆虎式的战果。[100] 但是黑斯廷斯少校在其书《步枪旅》中反对这一说法认为布莱中士击毁的两辆半履带车和一辆装甲车。[101]
12. ↑  据馬克斯·黑斯廷斯的说法解救的计划是被Viscount Cranley否决的。[109]
13. ↑  一些历史学家错误认为米歇尔魏特曼参加了之后213高地的战斗及下午的反攻，Carlo D’Este描述了在与B中队的一辆萤火虫交手后他撤出镇子"进入镇东南的树林" 并且"重新补弹加油"并进一步说魏特曼重新发起了对213高地的进攻和对镇子的第二次进攻。[115] Anthony Beevor 认为魏攻击了B中队，在对方未能反应之时回到了213高地“了结与A中队的战斗”[16]但这些说法都被魏特曼的个人回忆（在镇中被击毁然后徒步来到装甲教导师那儿）所反驳了。[78] 迪特里希支持这种说法，认为魏特曼徒步离开镇子后又坐车返回了213高地，[116] Beevor, Max Hastings, 和迪特里希都认为魏参加了下午夺回镇子的反攻。Beevor说他和重坦营二连一起行动，而迪特里希说他和一连在一起。[16][116][117] George Forty反对迪特里希的说法，说“一个象莫比乌斯这样的有能力有经验的SS上尉（当时他是一连的指挥官）为什么要让位于一个尽管是专家却比他低阶的军官，让他带领自己的部队？”[113] Beevor的关于二连坦克一道参与了一连的行动的说法被史学家Michael Reynolds反驳了，后者写道魏特曼“那时离镇子极其远”[118] Daniel Taylor认为是一连的二级突击队中队长汉内斯-菲力普森带领了这次进攻。[119]并说在向莫比乌斯汇报过后，魏就“飞跑去向……迪特里希报告……以及一群热心的记者，是他们完成了大部分的故事。”[41]
14. ↑  Daniel Taylor把名字写成'Brammall',[127]但是George Forty和Patrick Delaforce则拼写成'Bramall',[128][129] 于是采用此一拼写
15. ↑  Marie说这其中也包括了魏特曼的212号虎式，它几乎没受多少伤害。[132]
16. ↑  黑斯廷斯声称步枪旅A中队损失了80人[139]Taylor说其中有9人阵亡，其他的都被俘了[140] D'Este记录到4CLY损失了85人，其中4人阵亡(Taylor的数字是12人[140])，五人受伤并有76人失踪。[141] Delaforce记录到1/7th女王团的伤亡有44人，[142]其中据Taylor的数字有7人阵亡[140]联合王国战争墓地委员会证实了5RHA有两人阵亡，1RTR和5RTR各一人，第8轻骑兵团4人。 1/5th女王团和65反坦克团都没有阵亡。[140]
17. ↑  Taylor将22装甲旅的坦克损失分为16辆克伦威尔，4辆萤火虫和三辆M5。[41]L.F. Ellis少校，英国的战役官修史作者将坦克损失定在25辆。[12]而D’Este和Delaforce都说损失27辆，其中20辆克伦威尔。[129][141]Forty还点出旅团是在13-14日间的48小时内损失了20辆。[143]Henri Marie和Michael Reynolds都说27辆坦克外还有三辆炮兵观察坦克的损失。[144][145]另外几份著作说损失了14辆半履带车和14辆通用载具。[12][129]Reynolds说事实上有16辆通用载具损失了[145]而Marie声称只有11辆半履带车和六辆通用载具损失。[144]还有三辆侦察车，[12][129][141]9辆戴姆勒装甲车和两门反坦克门也损失了。[144]
18. ↑  Hubert Meyer则给出了总计10人阵亡12人受伤。[146]
19. ↑  Chester Wilmot引用白尔莱茵的说法说有六辆虎式在维莱博卡日损失了。[69]Patrick Agte和Michael Reynolds都记载了六辆虎式和两辆四号是在战斗结束后于镇中被发现它们被击毁的。[147][148]Forty提到有六辆虎式和三辆四号在战斗中被毁。[20]这一点得到了第7装甲师的师史支持。[149]史学家Henri Marie提到六辆虎式被毁[144]并细列出了五辆被毁的四号。他也提到提到战斗还有更多的坦克受伤。[150]Taylor记载道英方宣称他们击毁了14辆坦克，4CLY声称他们干掉了4辆虎式和三辆三号。步枪旅则宣称击毁一辆虎式，1/7女王团宣称用6磅火炮击毁四辆虎式，并用PIAT击毁了一辆虎式和一辆四号。[41]Patrick Delaforce称英国人击毁了15辆德国坦克。[129]Ludovic Fortin支持这一数字但是说这个数字包括了受重伤的坦克。[125]Niklas Zetterling指出到16日SS101重坦克营只有15辆可用坦克了，有9辆损失和21辆在修[151]其他德国人还损失了一辆装甲车，一辆轿车和两辆半履带车。[73][101]